# عبد الرحمن (سياسي أفغاني)
عبد الرحمن هو سياسي أفغاني، ولد في 1953، وتوفي في 14 فبراير 2002 في كابل في أفغانستان.